# Laurentiuskerk (Ginneken)
De Laurentiuskerk is een protestants kerkgebouw, gelegen aan de Duivelsbruglaan 1 in de wijk Ginneken in de stad Breda. De kerk is gewijd aan de heilige Laurentius.

## Geschiedenis
In 1261 was er sprake van een kapel, en sinds 1316 was er sprake van een zelfstandige parochie in het dorp Ginneken, die gewijd was aan Sint-Laurentius. De oudste delen van het huidige gebouw zijn echter laatgotisch en stammen uit het midden van de 15e eeuw. Het is een eenbeukige kruiskerk met westtoren. In 1630 woedde er een brand waarbij een groot deel van de kerk verwoest werd, maar koor en dwarspand bleven behouden. Ook in 1649 woedde er brand. De kerk werd in 1928 gerestaureerd en in 1940 werd het schip herbouwd. De ingebouwde toren stamt uit de 14e eeuw en is veranderd in 1649.
De kerk liep zware oorlogsschade op in 1944 en werd gerestaureerd in 1946.
Het interieur beschikt over een kansel uit de tweede helft van de 17e eeuw. In de kerk liggen ook enkele zerken, waarvan de oudste uit 1411 stamt en enkele andere 17e-eeuws zijn.
Sinds 1966 heeft het gebouw status rijksmonument en staat het ingeschreven in het monumentenregister.

## Orgel
Het orgel werd gebouwd door de firma Flentrop en stamt uit 1951. Het instrument werd in 2006 gerestaureerd.

## Kerkhof en citadelmonument
Aan de achterzijde van de kerk bevindt zich het kerkhof met naast de kerk een gedenkteken voor luitenant-generaal Hendrik Gerard Seelig, die gestorven is in 1864. Dit marmeren reliëf is van de hand van F. Stracké. Op het kerkhof bevindt zich het citadelmonument uit 1874 in neoclassicistische stijl. Dit object is tevens zelfstandig rijksmonument. Het werd ontworpen door H.P. Vogel ter ere van de in 1832 in de Citadel te Antwerpen omgekomen militairen. Om de begraafplaats bevindt zich een bakstenen muur.

## Foto's

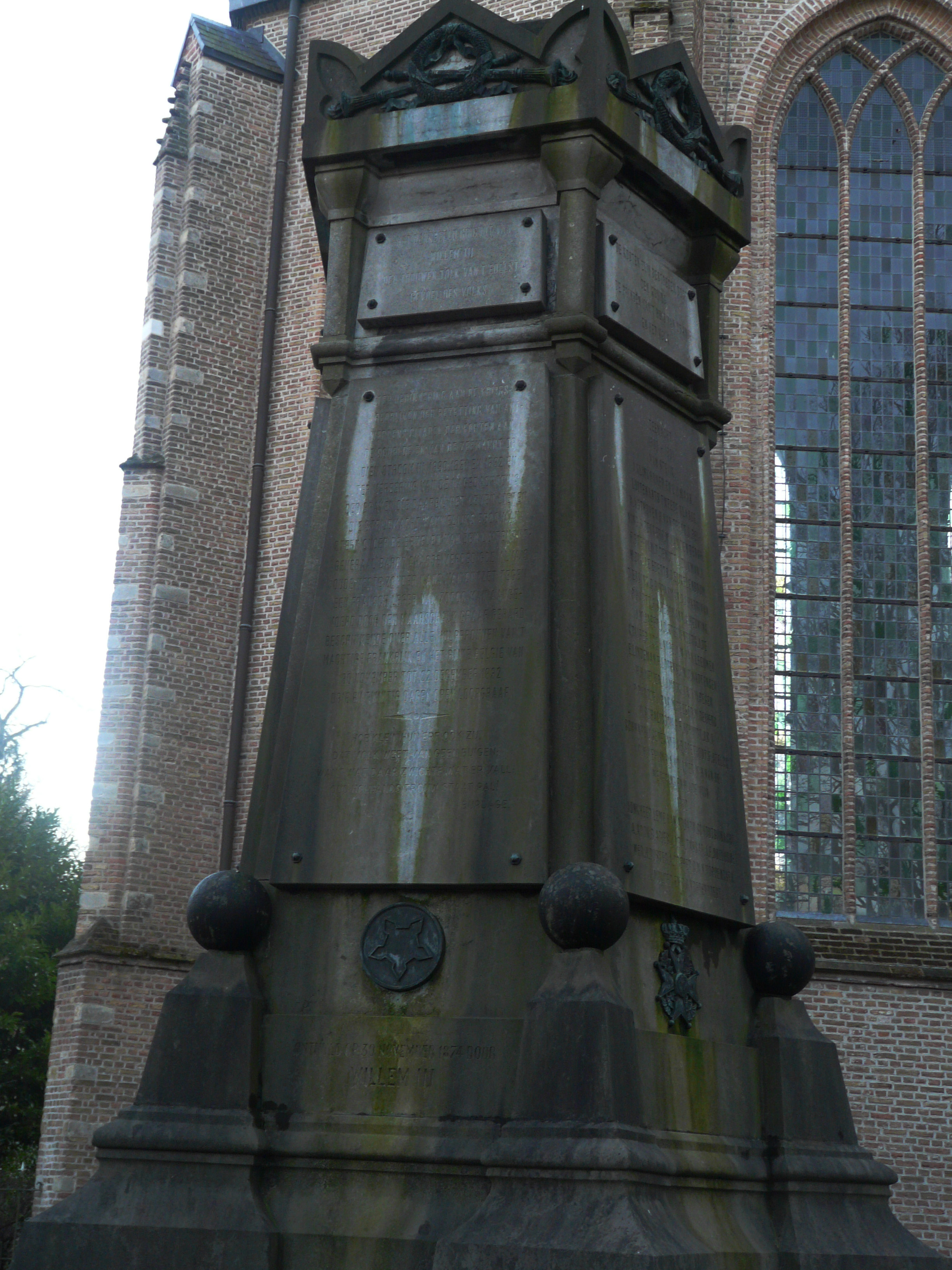
Citadelmonument
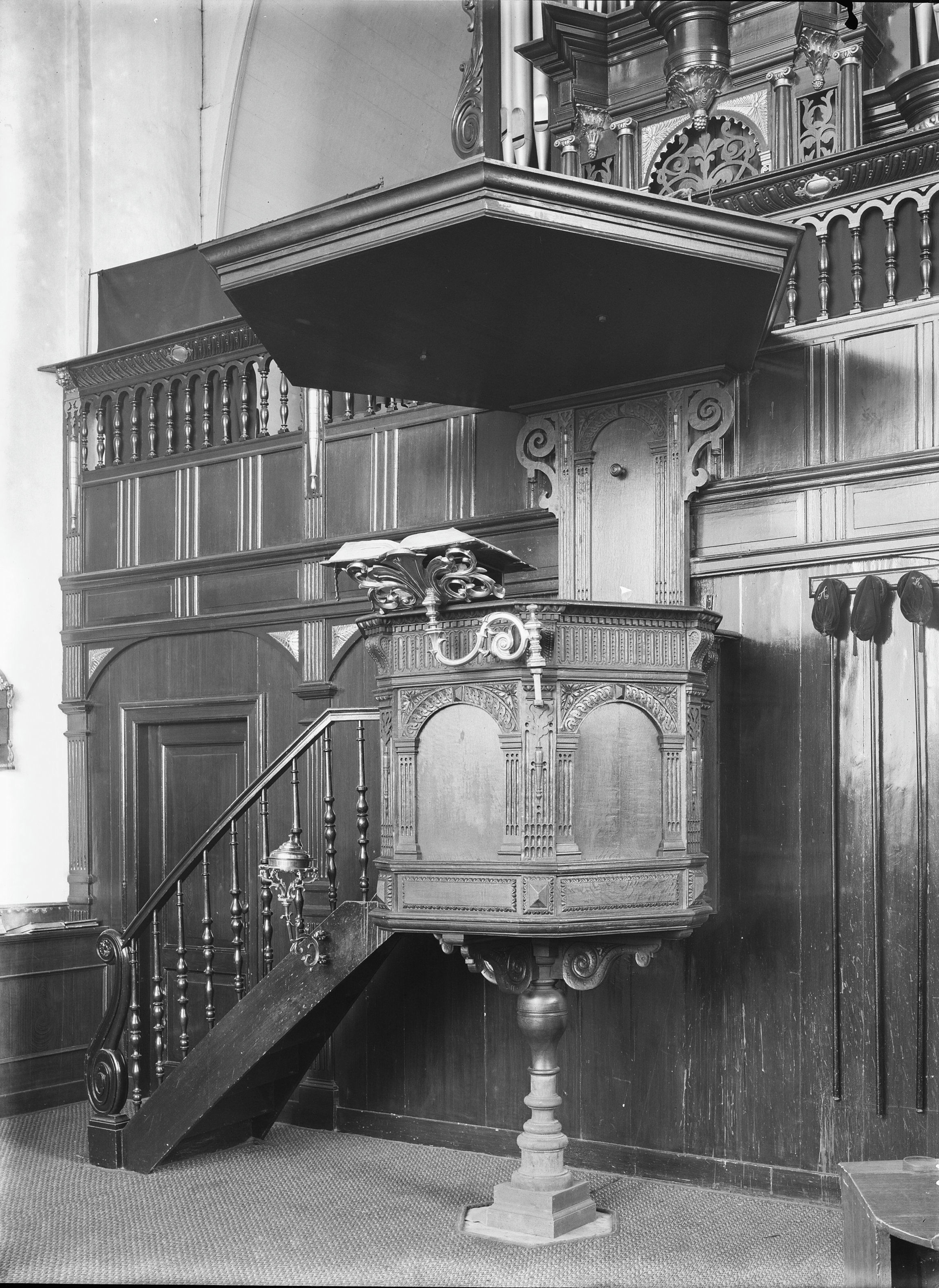
Preekstoel
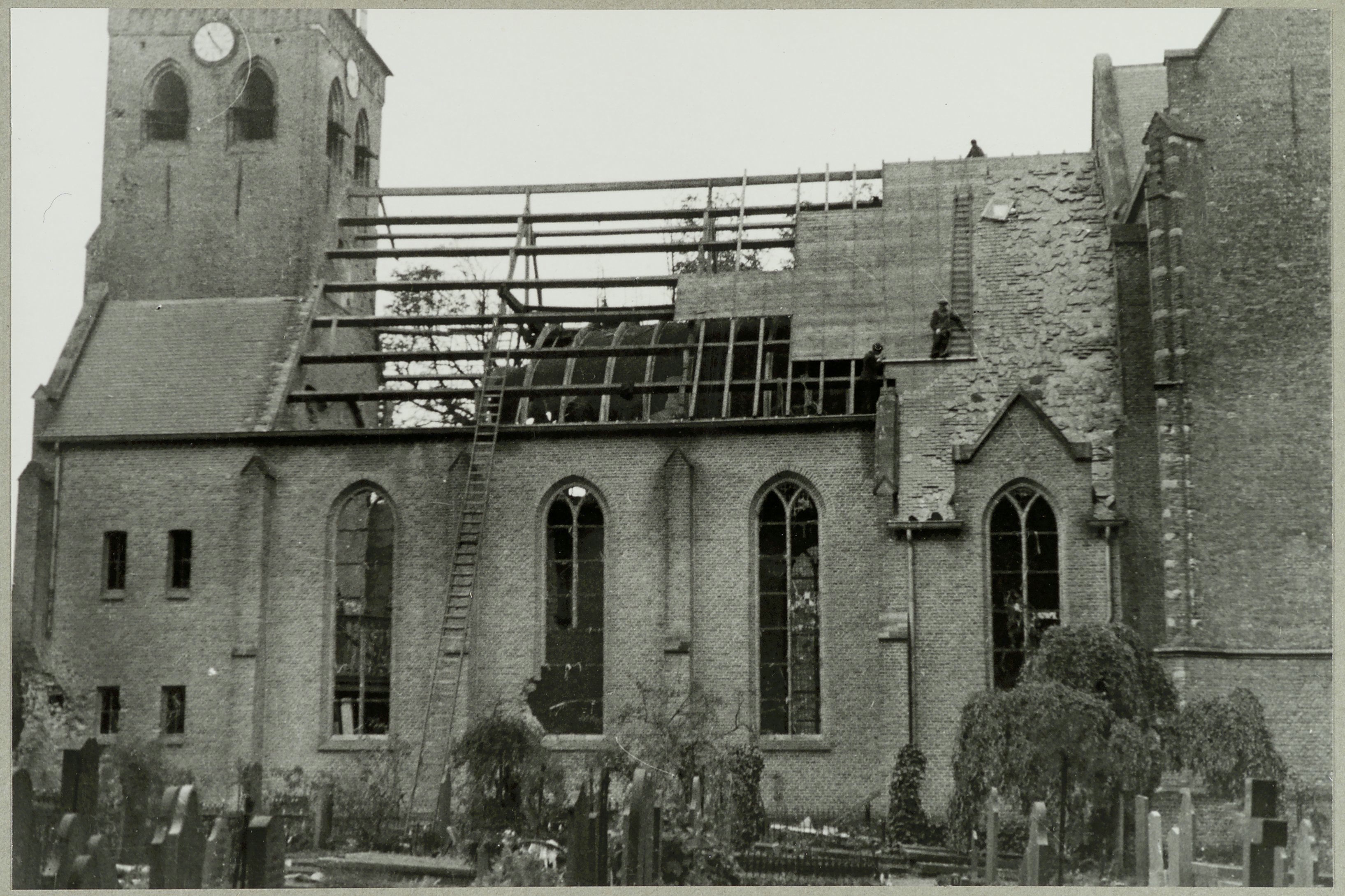
Kerk met oorlogsschade
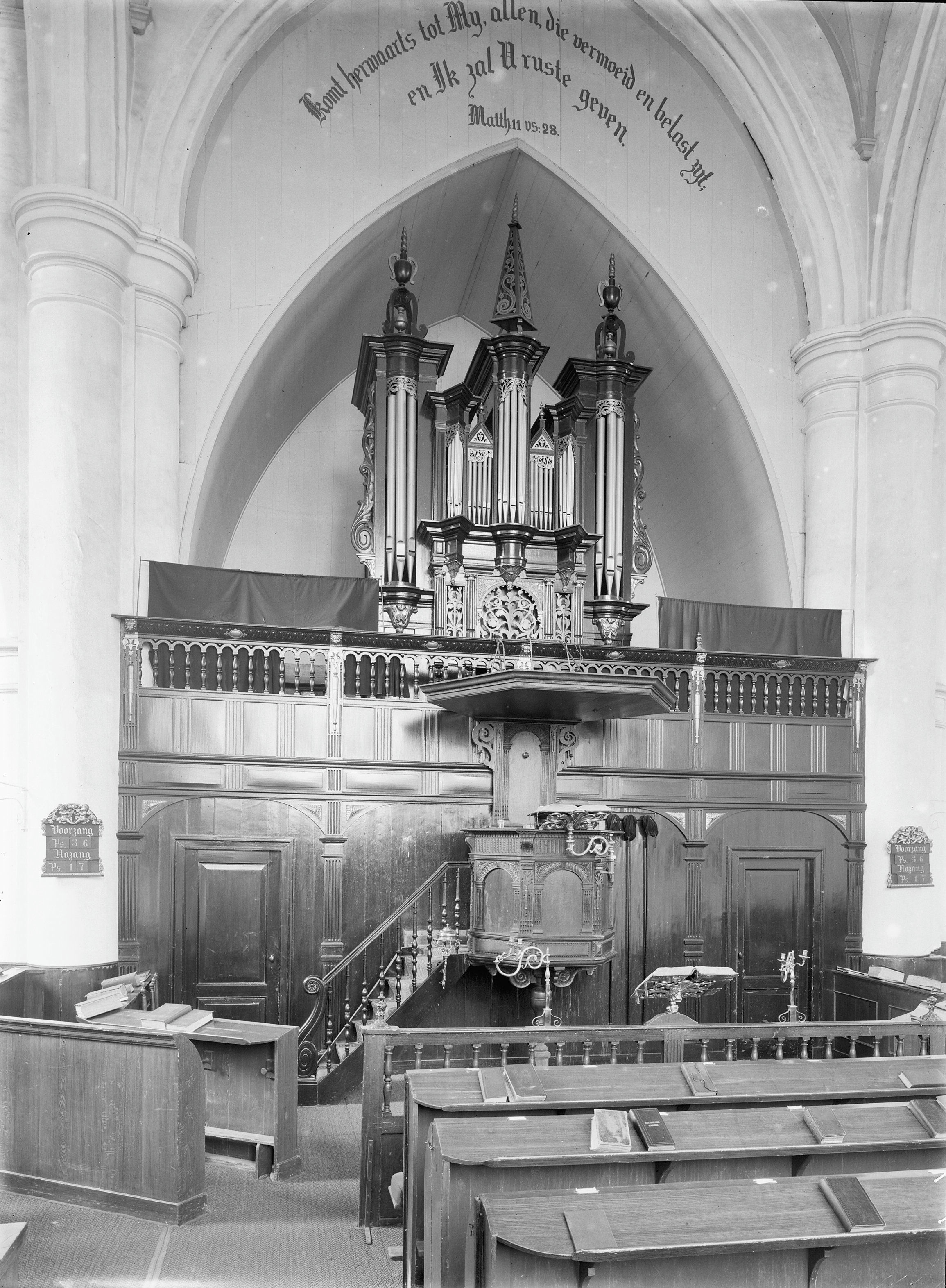
Orgel